# Labourier
Labourier is een vrachtwagenmerk uit Frankrijk.
Labourier maakte in 1947 de overstap van het maken van landbouwvoertuigen naar vrachtwagens. In 1960 fabriceerde Labourier voor het laatst normale vrachtwagens. Vanaf 1961 specialiseerde Laboutier zich in het maken van sneeuwploegen en kiepwagens.

## Modellen
- (1947) een 5 tot 7 ton laadvermogen dieplader.
- (1963) TL3 - een bakwagen met 3 ton laadvermogen en een 1.8 Peugeot dieselmotor.